# Правителство на Кимон Георгиев 2
Второто правителство на Кимон Георгиев е шестдесет и трето правителство на Царство България, назначено с Указ № 4 и 5 от 9 септември 1944 г.. Управлява страната до 31 март 1946 г., след което е наследено от третото правителство на Кимон Георгиев.

## Политика
Програмата на правителството е обявена на 17 септември 1944 г. от Кимон Георгиев на митинг в Съдебната палата, като основни точки в нея са:
- Възстановяване на Търновската конституция и гарантираните от нея права на човека
- Премахване на „авторитарната идеология“
- Масовизиране на образованието
- Въвеждане на 40-часова работна седмица
- Приятелски отношения със западните демокрации
- Ограничаване на размера на поземлената собственост
- Намаляване на детската смъртност
- Решаване на Македонския въпрос въз основа на принципа за самоопределение
- Народен съд за виновните за „националната катастрофа“ и за „издевателствата над борците за народни свободи и над мирното население“

### Вътрешна политика
Участниците в Деветнадесетомайския преврат („деветнайсетомайците“) заемат важни министерства в правителството на Отечествения фронт (ОФ). Активната съветска подкрепа и поемането на двете силови министерства – на вътрешните работи и на правосъдието – дават възможност на комунистите да започнат масови репресии срещу политическите си противници. Бившите регенти, министри и народни представители са арестувани, екзекутирани са без съд хиляди офицери, интелектуалци, полицаи, и политически дейци. На 3 октомври 1944 г. партиите от ОФ подписват Наредба закон за съдене от Народен съд на фашистките престъпници, за каквито са обявени на практика всички български граждани, неприемащи изцяло програмата на ОФ, комунистическата хегемония и съветското присъствие в България. Наредбата закон предвижда наказания – доживотен затвор или смърт – за антисъветски публикации в печата. Тя позволява на комунистите да унищожат голяма част от политическите си противници, а наследниците им да бъдат лишени от имотите си и от граждански права.
Коалиционните партньори на комунистите правят известни опити да ограничат беззаконията. Още преди преврата Никола Петков се противопоставя на поемането на вътрешното министерство от комунистите, но остава в изолация в Националния комитет на Отечествения фронт. След преврата военният министър Дамян Велчев забранява арестите на офицери и заедно с министър-председателя настоява пред вътрешния министър Антон Югов да се прекрати терорът, а Георги М. Димитров дори заплашва водача на комунистите Трайчо Костов с напускане на правителството.
Въпреки това, по нареждане на лидерите на комунистите Трайчо Костов, Вълко Червенков и Антон Югов комунистическата партия създава специални „тройки“, които систематично избиват хиляди, а на местно ниво се извършват и множество саморазправи. Според различни оценки до края на ноември са избити между 2 хиляди и 30 хиляди души. В средата на ноември Министерският съвет публично се обявява срещу саморазправите, но те не са прекратени на практика.
На 3 декември по предложение на Дамян Велчев Министерският съвет приема постановление, което дава възможност на обвинените по закона за Народния съд военни да отидат на фронта и при проявена храброст да бъдат освободени от отговорност. На следващия ден комунистите обявяват постановлението за „контрареволюционно“ и организират демонстрации срещу него, а на 6 декември по настояване на ръководителя на Съюзната контролна комисия Сергей Бирюзов постановлението е отменено. През следващите дни комунисти и съветски офицери оглавяват Генералния щаб и неговото Разузнавателно отделение и заемат два заместник министърски поста в Министерството на войната.
Под натиска на комунистите Министерския съвет приема на 10 септември 1944 г. Постановление №1 за образуване на Народна гвардия и Народна милиция, на които се поверява вътрешната сигурност на страната. Партизанските формирования се сливат с армията, като командирите им (без никакво образование и военен опит) заемат висши военни постове. В страната се изгражда гъста мрежа от комитети на ОФ. Започва масово приемане на членове на Комунистическата партия. В нейните редове се включват предимно бедни селяни, работници, ученици и представители на интелигенцията. Комунистическата идеология започва да се просмуква във всички слоеве на българското население, обхваща голяма част от него през 60-те и 70-те години на XX век.
На 26 януари 1945 г. Министерският съвет одобрява „Наредба закон за защита на народната власт“, която съдържа 18 члена – 5 от тях предвиждат смъртно наказание, а 4 – доживотен затвор. Според същия закон се забранява издаването на книги, които могат да „насадят“ „буржоазен“ морал или „фашистка“ идеология сред българския народ.
От 20 декември 1944 г. започват първите процеси по Народния съд. На 1 срещу 2 февруари край софийските гробища са разстреляни бившите регенти Богдан Филов, генерал Никола Михов, принц Кирил, бившите министър-председатели Иван Багрянов, Добри Божилов, други министри и депутати от XXV обикновено народно събрание. Унищожен е и елита на Българската армия (целия Военен съвет и Генерален щаб) и полиция, голям брой учени и журналисти. Конфискувани са над 200 предприятия и голямо количество движимо и недвижимо имущество.
През октомври 1945 г. е обнародвана Наредба закон за прочистване на учителския и преподавателския персонал в образователната система. За една година от системата на образованието са уволнени и преместени стотици учители и професори на чието място се назначават нискоквалифицирани и без необходимото образование дейци на БРП (к.) или техни роднини. При приемането на студенти се изисква бележка за благонадеждност от местните комитети на ОФ.

### Външна политика
Правителството установява връзка с Трети украински фронт и сключва примирие с антифашистката коалиция. От 19 септември 1944 г. Българската армия е на оперативно подчинение на съветския маршал Фьодор Толбухин. На 5 октомври 1944 г. в Белград е постигнато съгласие за участие на български войски в освобождението на Югославия от германските военни части. По настояване на Съветския съюз на 10 октомври започва изтеглянето на българските войски от частите на Македония и Тракия, които до войната са на територията на Гърция и Югославия. Организирани са три български армии, които настъпват на запад и прекъсват възможността за изтегляне на германските войски от Гърция с цената на много жертви.
На 28 октомври 1944 г. делегация, водена от външния министър Петко Стайнов и включваща още министрите Никола Петков, Добри Терпешев и Петко Стоянов, подписва примирие със Съюзниците. България е принудена да приеме тежки условия – издръжка на разположените в страната съветски войски, поставяне на правителството под контрола на Съюзна контролна комисия, включване във военните действия срещу Германия.
В деня на примирието започва организирането на Първа българска армия, която да подкрепи настъплението на Трети украински фронт на територията на Унгария и Австрия. До капитулацията на Германия армията провежда няколко военни операции.
След приключване на Втората световна война България възстановява дипломатическите взаимоотношения със СССР. На 18 септември 1945 г. в страната са проведени парламентарни избори. Един месец преди тях коалицията ОФ е напусната от БЗНС и социалдемократите. САЩ и Великобритания оказват натиск на правителството да легализира опозиционните партии БЗНС „Никола Петков“ и БРСДП (о.). Възстановени са Демократическата партия, Радикалната партия (о.), Анархокомунистическата федерация. Присъствието на съветски войски, масовите репресии над политическите противници и масовата пропаганда позволяват на ОФ да спечели изборите. Опозицията бойкотира изборите. САЩ и Великобритания упражняват отново натиск върху ОФ за сформиране коалиционно правителство, но това не се случва. Комунистите образуват ново самостоятелно правителство.

## Съставяне
Кабинетът, оглавен от Кимон Георгиев, е образуван от политически дейци на Отечествения фронт (политическия кръг „Звено“, БРП (к.), БЗНС – Пладне, БРСДП и Радикалната партия) и независими (безпартийни) интелектуалци.

### Кабинет
Сформира се от следните 15 министри и един председател:
| министерство                                | име | име               | партия     |
| ------------------------------------------- | --- | ----------------- | ---------- |
| председател на Министерския съвет           |     | Кимон Георгиев    | Звено      |
| външни работи и изповедания                 |     | Петко Стайнов     | Звено      |
| вътрешни работи                             |     | Антон Югов        | БРП (к.)   |
| народно просвещение                         |     | Станчо Чолаков    | Звено      |
| финанси                                     |     | Петко Стоянов     | безпартиен |
| правосъдие                                  |     | Минчо Нейчев      | БРП (к.)   |
| война                                       |     | Дамян Велчев      | Звено      |
| търговия, промишленост и труд               |     | Димитър Нейков    | БРСДП      |
| земеделие и държавни имоти                  |     | Асен Павлов       | БЗНС       |
| обществени сгради, пътища и благоустройство |     | Борис Бумбаров    | БЗНС       |
| железници, пощи и телеграфи                 |     | Ангел Държански   | БЗНС       |
| народното здраве1                           |     | Рачо Ангелов      | БРП (к.)   |
| социална политика1                          |     | Григор Чешмеджиев | БРСДП      |
| пропаганда1                                 |     | Димо Казасов      | безпартиен |
| министър без портфейл                       |     | Добри Терпешев    | БРП (к.)   |
| министър без портфейл                       |     | Никола Петков     | БЗНС       |

- 1: – министерството е създадено с Указ № 14 от 9 септември 1944 г.

### Промени в кабинета

#### от 10 септември 1944
- С Указ № 205 от 10 септември 1944 г. Министерството на пропагандата е преобразувано в Министерство на информацията и изкуствата.

| министерство            | име | име          | партия     |
| ----------------------- | --- | ------------ | ---------- |
| информация и изкуствата |     | Димо Казасов | безпартиен |

#### от 27 октомври 1944
- С Наредба закон от 27 октомври 1944 г. Министерството на търговията, промишлеността и труда е преструктурирано в Министерство на търговията и промишлеността. Ресор „труд“ се закрива.

| министерство            | име | име            | партия |
| ----------------------- | --- | -------------- | ------ |
| търговия и промишленост |     | Димитър Нейков | БРСДП  |

#### от 5 юли 1945
| министерство                                | име | име            | партия |
| ------------------------------------------- | --- | -------------- | ------ |
| обществени сгради, пътища и благоустройство |     | Георги Драгнев | БЗНС   |

#### от 31 юли 1945
- Никола Петков напуска правителството.

#### от 17 август 1945
- На 16 август министрите от БЗНС – Асен Павлов и Борис Бумбаров, от БРСДП – Ангел Държански и Григор Чешмеджиев и независимият проф. Петко Стоянов, обявяват, че напускат правителството и немислят да участват в парламентарните избори. На техните места са назначени:

| министерство                | име | име                     | партия |
| --------------------------- | --- | ----------------------- | ------ |
| земеделие и държавни имоти  |     | Александър Оббов (упр.) | БЗНС   |
| железници, пощи и телеграфи |     | Стефан Тончев           | БЗНС   |
| социална политика           |     | Георги Попов            | БРСДП  |
| финанси                     |     | Станчо Чолаков          | Звено  |
| министър без портфейл       |     | Александър Оббов        | БЗНС   |

#### от 29 септември 1945
- Александър Оббов е освободен от поста министър без портфейл и министър на народното просвещение. Длъжността остава вакантна до 2 октомври 1945 г.

#### от 2 октомври 1945
| министерство               | име | име             | партия           |
| -------------------------- | --- | --------------- | ---------------- |
| народно просвещение        |     | Стоян Костурков | Радикална партия |
| земеделие и държавни имоти |     | Михаил Геновски | БЗНС             |

#### от 11 март 1946
- Създава се Министерство на индустрията и занаятите с Указ № 3 от 11 март 1946 г., а по-ранно създаденото Министерство на търговията и промишлеността се преименува в Министерство на търговията и продоволствието.

| министерство             | име | име            | партия |
| ------------------------ | --- | -------------- | ------ |
| търговия и продоволствие |     | Димитър Нейков | БРСДП  |